# Cyclosternum obesum
Cyclosternum obesum är en spindelart som först beskrevs av Simon 1892.  Cyclosternum obesum ingår i släktet Cyclosternum och familjen fågelspindlar. Inga underarter finns listade i Catalogue of Life.